# فهد الحبشي
فهد الحبشي لاعب كرة قدم سعودي.
التحق بنادي الهلال في العام 1966 ولعب في درجاته الثلاث واستمر لاعباً هلالياً حتى اعتزاله عام 1983.

## مشواره مع الهلال
بدأ من منتصف الستينات إلا أن أول بطولة حققها كانت الدوري الممتاز 1977 الذي كان الانطلاقة الحقيقة له أيضاً حقق الدوري 1979 وكأس الملك 1980، وسجل أحد الأهداف الأسرع في تاريخ الديربي السعودي في مرمى حارس النصر مبروك التركي في مسابقة كأس الملك بعد مرور 5 دقائق، تعرض للإيقاف من قبل اتحاد الكرة لمدة 6 أشهر بعد حادثة اشتباك اللاعبين مع الجمهور بعد خسارة الفريق برباعية نظيفة أمام القادسية موسم 1978.

## مشواره مع المنتخب
أول تمثيل دولي له كان مع منتخب الناشئين في دورة تبريز الإيرانية في موسم 1976/75 وبعدها على مستوى منتخب الشباب ثم مثل المنتخب الأول في الدورة الدولية بالرياض عام 1976 وفي دورة الألعاب الآسيوية 1978 في بانكوك ودورة الخليج الخامسة بالعراق عام 1979، وشارك في المباراة الودية للمنتخب أمام ليفربول الإنجليزي والتي انتهت بالتعادل 1/1 عام 1978.

## إنجازاته
- الدوري الممتاز 1977.
- الدوري الممتاز 1979.
- كأس الملك 1980.